# Mecocerculus calopterus
Tiraninho-d'asa-ruiva ou alegrinho-de-asa-ruiva (Mecocerculus calopterus) é uma espécie de ave da família Tyrannidae.
Pode ser encontrada nos seguintes países: Equador e Peru.

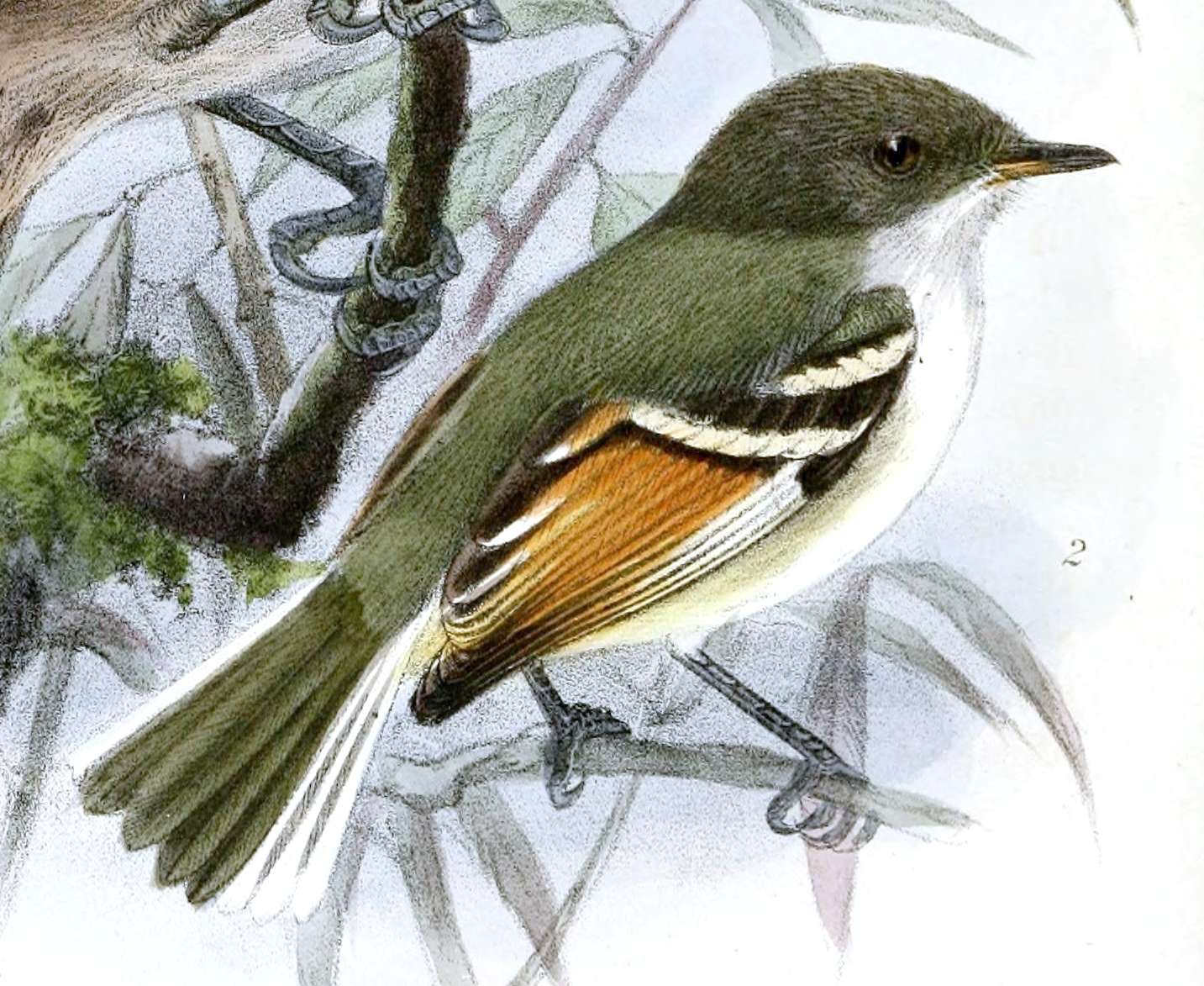

Os seus habitats naturais são: florestas secas tropicais ou subtropicais e regiões subtropicais ou tropicais húmidas de alta altitude.